# Дубровное (Гомельская область)
Дубро́вное (бел. Дуброўнае) — деревня в Бурковском сельсовете Брагинского района Гомельской области Республики Беларусь.

## География

### Расположение
В 11 км на запад от Брагина, 18 км от железнодорожной станции Хойники (на ветке Василевичи — Хойники от линии Калинковичи — Гомель), 130 км от Гомеля.

## Транспортная система
Рядом автомобильная дорога Комарин — Хойники. Планировка состоит из чуть изогнутой, близкой к меридиональной ориентации улицы, застроенной деревянными домами усадебного типа.

## История
По письменным источникам известна с XIX века Согласно инвентарю 1844 года в составе поместья Сосняки, принадлежала В. К. Прозору. В 1897 году функционировали часовня, мельница в Микулитской волости Речицкого уезда Минской губернии. В 1930 году организован колхоз имени В. И. Ленина, работали кирпичный завод, кузница и шерстечесальня. В 1959 году в составе совхоза «Острогляды» (центр — деревня Острогляды).

## Население

### Численность
- 2004 год — 17 хозяйств, 29 жителей.

### Динамика
- 1897 год — 49 дворов, 316 жителей (согласно переписи).
- 1908 год — 60 дворов, 402 жителя.
- 1959 год — 518 жителей (согласно переписи).
- 2004 год — 17 хозяйств, 29 жителей.